# Avard Moncur
Avard Moncur (Nassau, 2 november 1978) is een atleet uit de Bahama's. Hij is gespecialiseerd in de 400 m.  Hij deed zesmaal mee aan de wereldkampioenschappen. Bij die gelegenheden won hij tweemaal goud, tweemaal zilver en eenmaal brons. Aan de Olympische Spelen nam hij tweemaal deel, waarbij hij op de 4 × 400 m estafette een zilveren en een bronzen medaille veroverde.

## Loopbaan
Op de Olympische Spelen van Sydney in 2000 behaalde Moncur op de 400 m slechts de halve finale. In het jaar erop liep hij in Madrid met 44,45 zijn persoonlijk record.
Op de wereldkampioenschappen van 2001 in Edmonton werd hij wereldkampioen in 44,64. Hij versloeg hierbij de Duitser Ingo Schultz (zilver) en de Jamaicaan Greg Haughton (brons). Op de 4 × 400 m estafette won hij bovendien een zilveren medaille achter de Amerikaanse ploeg. Het Bahamaanse viertal, naast Moncur bestaande uit Chris Brown, Troy McIntosh en Timothy Munnings, verbeterde met 2.58,19 tevens het nationale record. Jaren later, in 2008, zou blijken dat ook deze prestatie goud waard was. In dat jaar kwam uit, dat een van de leden van het Amerikaanse team, Antonio Pettigrew, naar eigen zeggen in 2000 ten tijde van de Spelen in Sydney epo en groeihormonen had gebruikt. Als consequentie van deze bekentenis leverde hij al zijn vanaf 1997 veroverde medailles in. Daarna werd besloten om het estafetteteam van de Bahama's alsnog tot de winnaar van de 4 × 400 m van 2001 te verklaren. De ploegen uit Jamaica en Polen schoven hierdoor achteraf op naar de tweede en derde plaats.
In 2002 werd Moncur op de 400 m derde bij de Gemenebestspelen. Op de WK van 2003 sneuvelde hij in de halve finale. Met de nationale estafetteploeg werd hij vierde. Naderhand kreeg zijn ploeg toch het brons toebedeeld, omdat Calvin Harrison van de Amerikaanse ploeg wegens doping werd gediskwalificeerd.
Op de WK van 2005 in Helsinki werd het op de 4 × 400 m estafette wederom zilver en, net als in 2001, achter het Amerikaanse team. Deze keer was en bleef dit de officiële uitslag, maar het Bahamaanse team liep, alweer net als in 2001, een nationaal record. Avard Moncur kwam nu, samen met Nathaniel McKinney, Andrae Williams en Chris Brown, tot een tijd van 2.57,32. Twee jaar later, op de WK in Osaka, ging de strijd om de eerste twee plaatsen op de 4 × 400 m estafette opnieuw tussen de Verenigde Staten en de Bahama's en weer was het Amerikaanse team het sterkst, ditmaal in 2.55,56. Het Bahamaanse team, bestaande uit Avard Moncur, Michael Mathieu, Andrae Williams en Chris Brown finishte in 2.59,18. Eerder was Moncur op de individuele 400 m als achtste geëindigd.

## Titels
- Wereldkampioen 400 m - 2001
- Wereldkampioen 4 × 400 m - 2001
- Pan-Amerikaanse Spelen kampioen 4 × 400 m - 2007
- Centraal-Amerikaans en Caribisch kampioen 4 × 400 m - 2011
- NCAA-kampioen 400 m - 2000, 2001
- Bahamaans kampioen 400 m - 1999, 2000, 2001, 2003

## Persoonlijke records
| Onderdeel    | Prestatie | Datum        | Plaats      |
| ------------ | --------- | ------------ | ----------- |
| 200 m        | 20,89 s   | 7 mei 2005   | Athene      |
| 400 m        | 44,45 s   | 7 juli 2001  | Madrid      |
| 400 m horden | 53,23 s   | 3 maart 2007 | Tallahassee |

## Palmares

### 400 m
Kampioenschappen
- 1995:  Carifta Games U20 - 47,40 s
- 1996:  Carifta Games U20 - 47,10 s
- 1996:  Centraal-Amerikaanse en Caribische juniorenkamp. - 47,09 s
- 1997:  Carifta Games U20 - 46,90 s
- 1997:  Pan-Amerikaanse juniorenkamp. - 46,56 s
- 1999:  Bahamaanse kamp. - 45,27 s
- 1999: 8e Pan-Amerikaanse Spelen - 45,91 s
- 2000:  Bahamaanse kamp. - 44,93 s
- 2000:  NCAA-kamp. - 44,72 s
- 2001:  Bahamaanse kamp. - 44,61 s
- 2001:  NCAA-kamp. - 44,84 s
- 2001:  WK - 44,64 s
- 2001:  Goodwill Games - 45,31 s
- 2002: 4e Grand Prix Finale - 44,97 s
- 2002:  Gemenebestspelen - 45,12 s
- 2003:  Bahamaanse kamp. - 45,62 s
- 2007: 6e Pan-Amerikaanse Spelen - 45,51 s
- 2007: 8e WK - 45,40 s

Golden League-podiumplek
- 2002:  ISTAF – 45,07 s

### 4 × 400 m
- 2000:  OS - 2.59,23
- 2001:  WK - 2.58,19 (NR)(na DQ VS-team)
- 2003:  WK - 3.00,53 (na DQ VS-team)
- 2005:  WK - 2.57,32 (NR)
- 2007:  Pan-Amerikaanse Spelen - 3.01,94
- 2007:  WK - 2.59,18
- 2008:  Centraal-Amerikaanse en Caribische kamp. - 3.02,48
- 2008:  OS - 2.58,03[1]
- 2009: DQ WK
- 2011:  Centraal-Amerikaanse en Caribische kamp. - 3.01,33
- 2011: 4e in serie WK - 3.01,54

1983 Bert Cameron ·
1987 Thomas Schönlebe ·
1991 Antonio Pettigrew ·
1993 Michael Johnson ·
1995 Michael Johnson ·
1997 Michael Johnson ·
1999 Michael Johnson ·
2001 Avard Moncur ·
2003 Jerome Young ·
2005 Jeremy Wariner ·
2007 Jeremy Wariner ·
2009 LaShawn Merritt ·
2011 Kirani James ·
2013 LaShawn Merritt ·
2015 Wayde van Niekerk ·
2017 Wayde van Niekerk ·
2019 Steven Gardiner ·
2022 Michael Norman ·
2023 Antonio Watson
1983: Lovasjov, Troshchilo, Tsjernetski, Markin ·
1987: Everett, Haley, McKay, Reynolds ·
1991: Black, Redmond, Regis, Akabusi ·
1993: Valmon, Watts, Reynolds, Johnson ·
1995: Ramsey, Mills, Reynolds, Johnson ·
1997: Thomas, Black, Baulch, Richardson, Hylton ·
1999: Czubak, Maćkowiak, Bocian, Haczek ·
2001: Moncur, Brown, McIntosh, Munnings ·
2003: Djhone, Keïta, Diagana, Raquil ·
2005: Rock, Brew, Williamson, Wariner ·
2007: Merritt, Taylor, Williamson, Wariner ·
2009: Taylor, Wariner, Clement, Merritt ·
2011: Nixon, Jackson, Taylor, Merritt ·
2013: Verburg, McQuay, Hall, Merritt ·
2015: Verburg, McQuay, Nellum, Merritt ·
2017: Solomon, Richards, Cedenio, Gordon ·
2019: Kerley, Cherry, London, Benjamin ·
2022: Godwin, Norman, Deadmon, Allison ·
2023: Hall, Norwood, Robinson, Benjamin